# Frederic al II-lea, Duce de Saxa-Gotha-Altenburg
Frederic al II-lea, Duce de Saxa-Gotha-Altenburg (28 iulie 1676 – 23 martie 1732), a fost duce de Saxa-Gotha-Altenburg. A fost al cincilea copil însă primul fiu al lui Frederic I, Duce de Saxa-Gotha-Altenburg și al primei lui soții, Magdalene Sibylle de Saxa-Weissenfels.

## Biografie

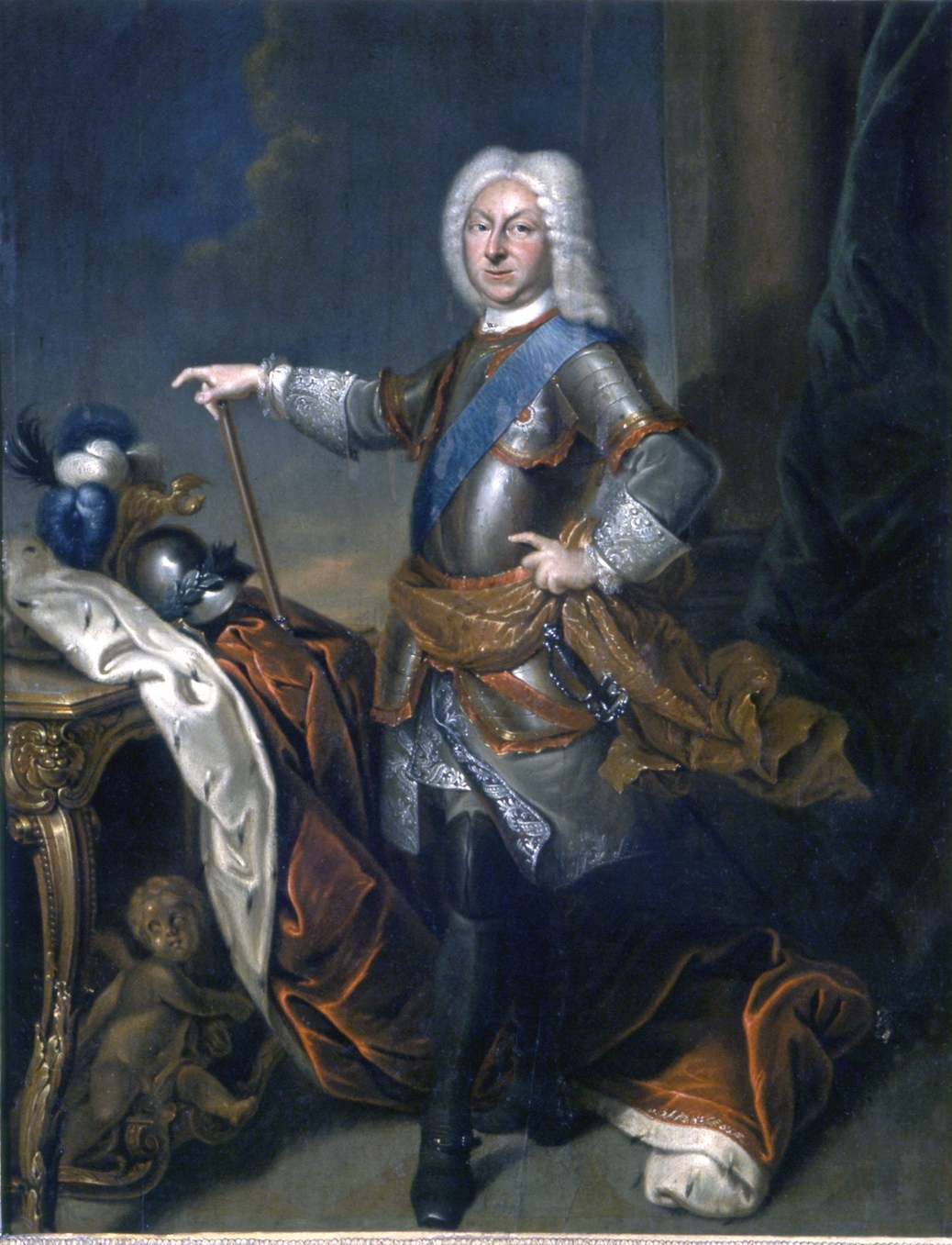
Frederic al II-lea, Duce de Saxa-Gotha-Altenburg

După decesul tatălui său, în 1691, Frederic II și-a asumat ducatul de Saxa-Gotha-Altenburg.
Pentru că el era încă minor, s-a format o co-regență între unchii lui, ducii Bernhard I de Saxa-Meiningen și Heinrich de Saxa-Römhild. În 1693, după ce s-a întors dintr-o călătorie în Olanda și Anglia, el a scris împăratului pentru o licență de majorat și a preluat controlul guvernării ducatului său. Frederic a fost un conducător care a iubit barocul; cheltuielile curții sale și armata permanentă, pe care le-a preluat de la tatăl său și chiar le-a extins, au mistuit o parte din veniturile sale. Ca soluție, Frederic a închiriat soldații săi prinților străini, lucru care i-a adus o mare dificultate în 1702, când regele Ludovic al XIV-lea al Franței a închiriat trupele sale și le-a folosit în războiul său împotriva împăratului.
Referitor la politica internă, Frederic a continuat, în esență, politica dusă de tatăl său. El a creat un orfelinat în Altenburg (1715), un azil de nebuni în Kahla (1726), precum și Magdalenenstift - în onoarea mamei și soției (ambele cu același nume) - (1705), o școală pentru femei nobile. A cumpărat celebra colecție numismatică a prințului Anton Günther de Schwarzburg Arnstadt, care a format constituit actuala colecție de monede (Münzkabinetts) de la Castelul Friedenstein.
Acumulând părți din Saxa-Coburg (linia s-a stins în 1699), Saxa-Eisenberg (linia s-a stins în 1707) și Saxe-Römhild (linia s-a stins în 1710), suprafața țării sale a crescut.

## Copii
La Castelul Friedenstein din Gotha, la 7 iunie 1696, el s-a căsătorit cu verișoara sa primară, Magdalena Augusta de Anhalt-Zerbst. Cuplul a avut nouăsprezece copii:
1. Sophie (n. 30 mai 1697 – d. 29 noiembrie 1703), a murit de variolă
2. Frederic al III-lea, Duce de Saxa-Gotha-Altenburg (n. 14 aprilie 1699 – d. 10 martie 1772)
3. un fiu (22 aprilie 1700)
4. Wilhelm (n. 12 martie 1701 – d. 31 mai 1771), căsătorit la 8 noiembrie 1742 cu Anna de Holstein-Gottorp. Mariajul lor a rămas fără copii.
5. Karl Frederick (n. 20 septembrie 1702 – d. 21 noiembrie 1703)
6. o fiică (8 mai 1703)
7. Johann August (n. 17 februarie 1704 – d. 8 mai 1767)
8. Christian (n. 27 februarie 1705 – d. 5 martie 1705)
9. Christian Wilhelm (n. 28 mai 1706 – d. 19 iulie 1748), căsătorit la 27 mai 1743 cu Luise Reuss de Schleiz. Mariajul lor a rămas fără copii.
10. Ludwig Ernst (n. 28 decembrie 1707 – d. 13 august 1763)
11. Emanuel (n. 5 aprilie 1709 – d. 10 octombrie 1710)
12. Moritz (n. 11 mai 1711 – d. 3 septembrie 1777)
13. Sophie (n. 23 august 1712 – d. 12 noiembrie 1712)
14. Karl (n. 17 aprilie 1714 – d. 10 iulie 1715)
15. Fredericka (n. 17 iulie 1715 – d. 12 mai 1775), căsătorită la 27 noiembrie 1734 cu Johann Adolf al II-lea, Duce de Saxa-Weissenfels.
16. un fiu (30 noiembrie 1716)
17. Magdalena Sibylle (n. 15 august 1718 – d. 9 noiembrie 1718)
18. Augusta (n. 30 noiembrie 1719 – d. 8 februarie 1772), căsătorită la 8 mai 1736 cu Frederick, Prinț de Wales.  Ei au avut nouă copii, dintre care al doilea copil a devenit regele George al III-lea al Marii Britanii.
19. Johann Adolf (n. 18 mai 1721 – d. 29 aprilie 1799).

1. ↑  Find a Grave, accesat în 28 noiembrie 2024
2. 1 2  Czech National Authority Database, accesat în 3 mai 2023